# Vladimir Stojković
Vladimir Stojković (* 28. července 1983, Loznica) je srbský fotbalista.
Je brankář. Byl na MS 2006, 2010 a 2018.

## Hráčská kariéra
Hrál za CZ Bělehrad, Leotar Trebinje, FK Zemun, FC Nantes, Vitesse Arnhem, Sporting Lisabon, Getafe CF, Wigan Athletic, Partizan Bělehrad, Ergotelis FC, Maccabi Haifa a Nottingham Forest.
V reprezentaci chytal 84 zápasů. Byl na MS 2006, 2010 a 2018.

## Úspěchy

### Klub
CZ Bělehrad
- Srbská liga: 2005–06
- Pohár Srbska a Černé Hory: 2001–02

Sporting
- Portugalský pohár: 2007–08

Partizan
- Srbská liga: 2010–11, 2011–12, 2012–13
- Srbský pohár: 2010–11, 2017–18, 2018–19

Maccabi Haifa
- Izraelský pohár: 2015–16

### Individuální
- Srbský fotbalista roku: 2017